# Corydalus colombianus
Corydalus colombianus is een insect uit de familie Corydalidae, die tot de orde grootvleugeligen (Megaloptera) behoort. De soort komt voor in Colombia.